# Louis James Alfred Lefébure-Wély
Louis Alfred Lefébure-Wely (13. november 1817 i Paris – 31. december 1869 i Paris) var en fransk komponist og organist, én af en række af berømte organister ved Saint-Sulpice i Paris.
Han var en yderst populær koncertgiver, bl.a. som improvisator, med sine marcher og fanfarer, musik, der er tydeligt inspireret af bl.a. Rossini. Han var kendt for sin virtuose pedalteknik; således er César Francks Finale i B-dur med fremtrædende pedalstemme tilegnet Lefébure-Wely.
Hans ofte salonprægede musik havde også sin plads i den katolske messe.
Af hans mere seriøse værker kan nævnes en opera, messer og
symfonier, værker der er gået i glemmebogen.